# Eumegilla conterminata
Eumegilla conterminata is een keversoort uit de familie lieveheersbeestjes (Coccinellidae). De wetenschappelijke naam van de soort is voor het eerst geldig gepubliceerd in 1866 door Mulsant.